# بنكسية منحنية
بنكسية منحنية (الاسم العلمي: Banksia nutans) هي نوع نباتي يتبع جنس البنكسية من فصيلة البروطية.